# Ana Morelli
Ana Morelli, artista textil de con técnica basada en Patchwork, el cual consiste en aplicar formas geométricas en la misma pieza y el uso de tejido mezclado con colores vibrantes. Gradudada de Parsons School of Design en New York.

## Trabajo
El principal objetivo de su trabajo es despertar el artista es despertar el placer de trabajar con telas y composiciones de colores y formas, de tal manera que se pueda difundir la belleza, el color y la alegría en el mundo, por medio de personas que gusten del diseño.
Su trabajo esta destinado principalmente en la elaboración de telas, moldes, kits, almohadas y accesorios.
Ana Morelli asiste a eventos de diseño, principalmente en Brasil.
Muchos de sus diseños están inspirados en patrones en distintos lugares que ha visitado, tales como Turquía y Japón y en la naturaleza. También provienen de sus memorias emocionales,algunas influencias de art nouveau y, por supuesto, el amor.